# Nils Seethaler
Nils Seethaler (Berlim, 1981) é um etnólogo alemão.

## Vida e trabalho
Seethaler nasceu em Berlim em 1981, cresceu em Berlim, em Morschen (perto de Kassel), em Banyuls-sur-Mer (França) e Rocky Point (Austrália). Ele estudou em Berlim. A sua investigação sobre a proveniência de obras de arte saqueadas em colecções de museus dos períodos colonial e nazi atraiu a atenção internacional especialmente sua pesquisa sobre restos humanos
Ele é chefe dos arquivos da Sociedade Berlinense de Antropologia, Etnologia e Pré-História na "Ilha dos Museus", no centro de Berlim. As coleções etnológicas reunidas por ele em todo o mundo tornaram-se parte de vários museus, por exemplo, o Museu Etnológico de Berlim Ele é curador de várias exposições e iniciador dos museus etnológicos de Rostock e Lutherstadt Wittenberg.